# Emundo I da Suécia
Emundo I da Suécia, também conhecido como Emundo Ringsson (lit. "Emundo, filho de Ring"). De acordo com Adão de Brema, ele era irmão de Érico V Ringsson e exerceu a soberania juntamente com o irmão. Ambos eram filhos de Ring o qual associou-os ao trono em 936. Emundo I reinou de 940 a 950. 